# ENEOS
ENEOS 주식회사(일본어: JXTGエネルギー株式会社)는 일본의 석유 회사이다. 지주회사 JXTG 홀딩스의 산하 기업이며 일본 내 최대 석유 산업 기업이다. 약칭으로 NOE나 ENEOS로 불린다.

JTXG 에너지 시절 로고.

2010년 4월 신일본석유와 업무 제휴 관계에 있던 재팬 에너지의 지주회사인 신닛코 홀딩스가 신일본석유와 경영 통합을 선언하여 공동지주회사인 JX홀딩스가 출범했다. 같은 해 7월엔 그룹 재편을 통해 신일본석유가 하던 자회사 관리 사업을 JX홀딩스에, 석유 개발 사업을 JX닛코일본석유개발(현 JX석유개발)로 넘김과 동시에 신일본석유가 신일본석유정제와 재팬 에너지를 흡수 합병하여 JX닛코니혼닛세키에너지로 상호를 변경했다.
2016년 1월엔 JX 브랜드를 본격적으로 침투시켜 '닛코 닛세키' 상호를 뺀 JX 에너지로 상호를 변경하였다. 2017년 4월 1일엔 모회사인 JX홀딩스가 도넨제너럴석유의 주식교환을 통해 자회사로 편입시키고 동시에 JX에너지가 도넨제너럴석유를 흡수합병하고 상호를 JXTG 에너지로 변경하였다. 이와 동시에 모회사도 JXTG홀딩스로 상호를 변경하였다. 2018년 10월에는 사명을 ENEOS으로 변경하였다.

## 같이 보기
- 신일본석유
- 미쓰비시 석유
- ENEOS 프로티어(일본어판)
- ENEOS 넷(일본어판)